# Sárvári kistérség

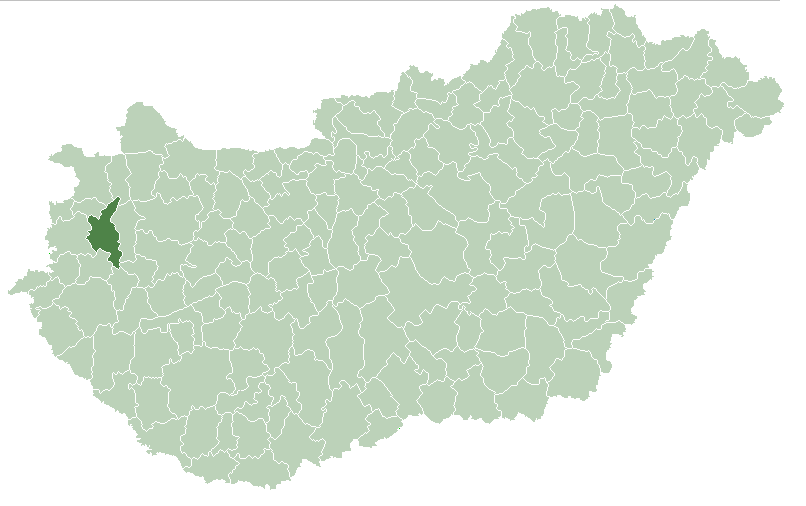
A Sárvári kistérség

A Sárvári kistérség egy kistérség volt Vas megyében, központja Sárvár volt. 2014-ben az összes többi kistérséggel együtt megszűnt.

## Települései
| Bejcgyertyános | Bögöt      | Bögöte          | Csánig         | Csénye      |
| Gérce          | Hegyfalu   | Hosszúpereszteg | Ikervár        | Jákfa       |
| Káld           | Kenéz      | Megyehíd        | Meggyeskovácsi | Nick        |
| Nyőgér         | Ölbő       | Pecöl           | Porpác         | Pósfa       |
| Rábapaty       | Répcelak   | Sárvár          | Sitke          | Sótony      |
| Szeleste       | Uraiújfalu | Vámoscsalád     | Vásárosmiske   | Vasegerszeg |
| Vashosszúfalu  | Zsédeny    |                 |                |             |

## Fekvése
A kistérség a Nyugat-Dunántúlon, az osztrák határtól 50 km-re, a megyeszékhelytől 25 km távolságra volt található. Földrajzi fekvése igen kedvező. Területe alapján a második legnagyobb volt Vas megye kistérségei közül, központja Sárvár. Keresztül haladt rajta a Budapest-Szombathely vasútvonal a 8-as, 86-os és 84-es (Sopron – Balaton) főút.

## Története
A kistérség az elmúlt évtizedben az ország egyik legdinamikusabban fejlődő kistérsége volt, köszönhetően a külföldi tőke-beáramlás nagyságának, a sárvári ipari park létrejöttének, és nem utolsósorban a turizmusban rejlő lehetőségek kiaknázásának. Ezeknek a pozitív folyamatoknak is köszönhető, kistérség előnyös foglalkoztatási helyzete, s a munkanélküliség viszonylag alacsony szintje.
Jelentős a turisztikai szálláshelyek számának növekedése, különösképpen Sárváron. A kistérség turisztikai adottságaihoz tartozik a Rába folyó. Nyaranta a vízi sportot kedvelők nagy számban keresik fel a kistérséget.
Hegyfalu 2007. szeptember 26-án került át ide a Csepregi kistérségből.